# Йоган Філіпп Ахіллес Лейслер
Йоганн Філіп Ахілл Лейслер (нім. Johann Philipp Achilles Leisler; 1 серпня 1771 або 1772 — 8 грудня 1813) — німецький лікар і натураліст.
Лейслер дав назви низці птахів, у тому числі побережнику білохвостому (Calidris temminckii), якого він назвав на честь свого друга Конрада Якоба Теммінка (1778—1858). На його честь назвали вид кажанів вечірниця мала (Nyctalus leisleri), вперше описаного Генріхом Кулем (1797—1821).
Він був членом-засновником Wetterauischen Gesellschaft für die gesamte Naturkunde (Веттерауйське товариство природознавства) у Ганау.
Його донька Луїза фон Плонніс (1803—1872) відома своєю поезією та драмами.

## Публікації
- Populäres Naturrecht: Reines Naturrecht, 1799 — Popular natural law: Pure natural law.
- Nachträge zu Bechsteins Naturgeschichte Deutschlands, 1812 — Addenda to Bechstein's natural history of Germany.